# Alfonso Cortés
Alfonso Cortés, nikaragovski pesnik in pisatelj, * 9. december 1893, León, Nikaragva, † 3. februar 1969, León. 
Cortés je eden največjih nikaragovskih pesnikov - pogosto je oklican za najpomembnejšega po Daríu. Pred smrtjo je o sebi pogosto dejal, da je »v primerjavi z Daríem manj pomemben, a bolj globok«. 

## Življenjepis
Ko je bil star 34 let, se je preselil v hišo, kjer je svoje otroštvo preživel najslavnejši nikaragovski pesnik, Rubén Darío. Ob polnoči 18. februarja 1927 je ponorel.  Večino tega leta je preživel vklenjen v rešetke svojega okna v spalnici, saj je zaradi svojega delirija postajal nasilen. Naslednjih 25 let je preživel v neki managuanski umobolnici. Ker se je staral in bližal koncu, so ga iz bolnice premestili v sestrino hišo v Leónu, kjer je preživel svoje zadnje dni. Umrl je 3. februarja 1969 pri starosti 66 let. 
Cortés je občasno doživel trenutke intelektualne lucidnosti. Takrat ga je njegova družina odklenila iz njegovih okovov, v tem času pa je igral na kitaro in pisal pesmi, ki jih je pogosto zapisoval z mikroskopsko majhno pisavo na robove časopisov. Prva pesem, ki jo je napisal za tem, ko je zblaznel, je »Pesem vesolja«, ki je tudi ena njegovih najbolj znanih.
Pokopan je v leónski mestni katedrali ob grobnici Rubéna Daría. 

## Dela

### Pesmi in pesniške zbirke
- La odisea del Istmo (1922)
- Poesías (1931)
- Tardes de oro (1934)
- Poemas eleusinos (1935)
- Las siete antorchas del sol (1952)
- 30 poemas de Alfonso (1952)
- Las rimas universales (1964)
- Las coplas del pueblo (1965)
- Las pumas del pasatiempo (1967)
- El poema cotidiano (1967)
- Treinta poemas (1968)
- Poemas (1971)
- Antología (1980)
- 30 poemas de Alfonso (1981)
- El tiempo es hambre y el espacio es frío (1981).